# Partecipanti al Giro dell'Emilia 2024
Elenco dei partecipanti al Giro dell'Emilia 2024.
Il Giro dell'Emilia 2024 è stato la centosettesima edizione della corsa. Alla competizione presero parte 24 squadre: 15 con licenza UCI World Tour 2024, 8 UCI ProTeam e 1 UCI Continental Team.
Partenza con 162 ciclisti accreditati.

## Corridori per squadra
Nota: R ritirato, NP non partito, FT fuori tempo, SQ squalificato
| Red Bull-Bora-Hansgrohe | Red Bull-Bora-Hansgrohe | Red Bull-Bora-Hansgrohe | UAE Team Emirates             | UAE Team Emirates             | UAE Team Emirates             | Soudal Quick-Step       | Soudal Quick-Step       | Soudal Quick-Step       |
| ----------------------- | ----------------------- | ----------------------- | ----------------------------- | ----------------------------- | ----------------------------- | ----------------------- | ----------------------- | ----------------------- |
| N°                      | Ciclista                | Clas.                   | N°                            | Ciclista                      | Clas.                         | N°                      | Ciclista                | Clas.                   |
| 1                       | Primož Roglič           | R                       | 11                            | Tadej Pogačar                 | 1°                            | 21                      | Remco Evenepoel         | R                       |
| 2                       | Roger Adrià             | 6°                      | 12                            | Sjoerd Bax                    | R                             | 22                      | Pieter Serry            | R                       |
| 3                       | Giovanni Aleotti        | 41°                     | 13                            | Filippo Baroncini             | R                             | 23                      | Jan Hirt                | R                       |
| 4                       | Jai Hindley             | 27°                     | 14                            | Rafał Majka                   | R                             | 24                      | William Junior Lecerf   | R                       |
| 5                       | Florian Lipowitz        | 20°                     | 15                            | Jay Vine                      | R                             | 25                      | Fausto Masnada          | R                       |
| 6                       | Daniel Martínez         | R                       | 16                            | Adam Yates                    | 12°                           | 26                      | Mauri Vansevenant       | R                       |
| 7                       | Matteo Sobrero          | R                       | 17                            | Alessandro Covi               | R                             | 27                      | Ilan Van Wilder         | R                       |
| Alpecin-Deceuninck      | Alpecin-Deceuninck      | Alpecin-Deceuninck      | Astana Qazaqstan Team         | Astana Qazaqstan Team         | Astana Qazaqstan Team         | Bahrain Victorious      | Bahrain Victorious      | Bahrain Victorious      |
| N°                      | Ciclista                | Clas.                   | N°                            | Ciclista                      | Clas.                         | N°                      | Ciclista                | Clas.                   |
| 31                      | Tobias Bayer            | R                       | 41                            | Lorenzo Fortunato             | 10°                           | 51                      | Antonio Tiberi          | R                       |
| 32                      | Stan Van Tricht         | R                       | 42                            | Gianmarco Garofoli            | 24°                           | 52                      | Nikias Arndt            | R                       |
| 33                      | Michael Gogl            | R                       | 43                            | Vadim Pronskij                | R                             | 53                      | Vlad Van Mechelen       | R                       |
| 34                      | Kaden Groves            | R                       | 44                            | Harold Tejada                 | R                             | 54                      | Damiano Caruso          | 40°                     |
| 35                      | Axel Laurance           | R                       | 45                            | Simone Velasco                | 13°                           | 55                      | Andrea Pasqualon        | R                       |
| 36                      | Luca Vergallito         | R                       | 46                            | Christian Scaroni             | 11°                           | 56                      | Wout Poels              | 44°                     |
| 37                      | Louis Kitzki            | R                       | 47                            | Santiago Umba                 | R                             | 57                      | Torstein Træen          | R                       |
| Cofidis                 | Cofidis                 | Cofidis                 | Decathlon AG2R La Mondiale    | Decathlon AG2R La Mondiale    | Decathlon AG2R La Mondiale    | EF Education-EasyPost   | EF Education-EasyPost   | EF Education-EasyPost   |
| N°                      | Ciclista                | Clas.                   | N°                            | Ciclista                      | Clas.                         | N°                      | Ciclista                | Clas.                   |
| 61                      | Thomas Champion         | R                       | 71                            | Alex Baudin                   | 47°                           | 81                      | Esteban Chaves          | R                       |
| 62                      | Guillaume Martin        | 16°                     | 72                            | Geoffrey Bouchard             | R                             | 82                      | Rui Costa               | R                       |
| 63                      | Rubén Fernández         | 38°                     | 73                            | Clément Berthet               | R                             | 83                      | Neilson Powless         | R                       |
| 64                      | Ben Hermans             | R                       | 74                            | Victor Lafay                  | R                             | 84                      | Ben Healy               | 25°                     |
| 65                      | Ion Izagirre            | 42°                     | 75                            | Aurélien Paret-Peintre        | 29°                           | 85                      | Darren Rafferty         | R                       |
| 66                      | Benjamin Thomas         | R                       | 76                            | Nicolas Prodhomme             | 36°                           | 86                      | Georg Steinhauser       | 34°                     |
| 67                      | Harrison Wood           | 51°                     | 77                            | Lawrence Warbasse             | 39°                           | 87                      | Archie Ryan             | 9°                      |
| Groupama-FDJ            | Groupama-FDJ            | Groupama-FDJ            | Ineos Grenadiers              | Ineos Grenadiers              | Ineos Grenadiers              | Lidl-Trek               | Lidl-Trek               | Lidl-Trek               |
| N°                      | Ciclista                | Clas.                   | N°                            | Ciclista                      | Clas.                         | N°                      | Ciclista                | Clas.                   |
| 91                      | David Gaudu             | R                       | 101                           | Thomas Pidcock                | 2°                            | 111                     | Andrea Bagioli          | R                       |
| 92                      | Lorenzo Germani         | R                       | 102                           | Thymen Arensman               | 35°                           | 112                     | Sam Oomen               | 49°                     |
| 93                      | Enzo Paleni             | R                       | 103                           | Andrew August                 | R                             | 113                     | Dario Cataldo           | R                       |
| 94                      | Thibaud Gruel           | R                       | 104                           | Jonathan Castroviejo          | R                             | 114                     | Giulio Ciccone          | 43°                     |
| 95                      | Reuben Thompson         | R                       | 105                           | Salvatore Puccio              | R                             | 115                     | A. Gebreigzabhier       | R                       |
| 96                      | Rémy Rochas             | 21°                     | 106                           | Brandon Rivera                | R                             | 116                     | Juan Pedro López        | R                       |
|                         |                         |                         | 107                           | Óscar Rodríguez               | R                             | 117                     | Bauke Mollema           | R                       |
| Movistar Team           | Movistar Team           | Movistar Team           | Team Jayco AlUla              | Team Jayco AlUla              | Team Jayco AlUla              | Team Visma-Lease a Bike | Team Visma-Lease a Bike | Team Visma-Lease a Bike |
| N°                      | Ciclista                | Clas.                   | N°                            | Ciclista                      | Clas.                         | N°                      | Ciclista                | Clas.                   |
| 121                     | Davide Formolo          | R                       | 131                           | Welay Berhe                   | R                             | 141                     | Johannes Staune-Mittet  | 28°                     |
| 122                     | William Barta           | R                       | 132                           | Alessandro De Marchi          | R                             | 142                     | Matteo Jorgenson        | 17°                     |
| 123                     | Jorge Arcas             | R                       | 133                           | Eddie Dunbar                  | 46°                           | 143                     | Wilco Kelderman         | 7°                      |
| 124                     | Enric Mas               | 8°                      | 134                           | Alastair MacKellar            | R                             | 144                     | Bart Lemmen             | R                       |
| 125                     | Oier Lazkano            | R                       | 135                           | Jesús David Peña              | R                             | 145                     | Menno Huising           | R                       |
| 126                     | Nairo Quintana          | 15°                     | 136                           | Simon Yates                   | 5°                            | 146                     | Attila Valter           | 14°                     |
| 127                     | Pelayo Sánchez          | R                       | 137                           | Filippo Zana                  | 31°                           | 147                     | Tijmen Graat            | 52°                     |
| Bingoal WB              | Bingoal WB              | Bingoal WB              | Corratec Vini Fantini         | Corratec Vini Fantini         | Corratec Vini Fantini         | Euskaltel-Euskadi       | Euskaltel-Euskadi       | Euskaltel-Euskadi       |
| N°                      | Ciclista                | Clas.                   | N°                            | Ciclista                      | Clas.                         | N°                      | Ciclista                | Clas.                   |
| 151                     | Davide Persico          | R                       | 161                           | Roberto González              | R                             | 171                     | Xabier Isasa            | R                       |
| 152                     | Louka Matthys           | R                       | 162                           | Marco Murgano                 | R                             | 172                     | Txomin Juaristi         | 32°                     |
| 154                     | Dimitri Peyskens        | R                       | 163                           | Simone Olivero                | R                             | 173                     | Xabier Berasategi       | R                       |
| 155                     | Lennert Teugels         | R                       | 164                           | Matteo Amella                 | R                             | 174                     | Ander Ganzabal          | R                       |
| 156                     | Marco Tizza             | R                       | 165                           | Francesco Parravano           | R                             | 175                     | Iker Mintegi            | 30°                     |
| 157                     | Giacomo Villa           | R                       | 166                           | Andrij Ponomar                | R                             | 176                     | Nicolás Alustiza        | R                       |
|                         |                         |                         | 167                           | Carlos Samudio                | R                             | 177                     | Asier Etxeberria        | R                       |
| Israel-Premier Tech     | Israel-Premier Tech     | Israel-Premier Tech     | Q36.5 Pro Cycling Team        | Q36.5 Pro Cycling Team        | Q36.5 Pro Cycling Team        | Team Polti Kometa       | Team Polti Kometa       | Team Polti Kometa       |
| N°                      | Ciclista                | Clas.                   | N°                            | Ciclista                      | Clas.                         | N°                      | Ciclista                | Clas.                   |
| 181                     | George Bennett          | 50°                     | 191                           | Negasi Haylu Abreha           | R                             | 201                     | Álex Martín             | R                       |
| 182                     | Dylan Teuns             | 19°                     | 192                           | Gianluca Brambilla            | R                             | 202                     | Erik Fetter             | R                       |
| 183                     | Marco Frigo             | R                       | 193                           | Walter Calzoni                | 26°                           | 203                     | Davide De Cassan        | 45°                     |
| 184                     | Krists Neilands         | R                       | 194                           | Marcel Camprubi               | R                             | 204                     | Davide Piganzoli        | 3°                      |
| 185                     | Matthew Riccitello      | R                       | 195                           | Mark Donovan                  | R                             | 205                     | Matteo Fabbro           | R                       |
| 186                     | Stephen Williams        | R                       | 197                           | Carl Fredrik Hagen            | 37°                           | 206                     | Andrea Garosio          | R                       |
| 187                     | Michael Woods           | 4°                      |                               |                               |                               | 207                     | Luca Bagnara            | R                       |
| Tudor Pro Cycling Team  | Tudor Pro Cycling Team  | Tudor Pro Cycling Team  | VF Group-Bardiani CSF-Faizanè | VF Group-Bardiani CSF-Faizanè | VF Group-Bardiani CSF-Faizanè | Petrolike               | Petrolike               | Petrolike               |
| N°                      | Ciclista                | Clas.                   | N°                            | Ciclista                      | Clas.                         | N°                      | Ciclista                | Clas.                   |
| 211                     | Marco Brenner           | 23°                     | 222                           | Luca Covili                   | 48°                           | 231                     | Jonathan Caicedo        | R                       |
| 212                     | Robin Donzé             | R                       | 223                           | Alessio Martinelli            | R                             | 232                     | Diego Camargo           | R                       |
| 215                     | Florian Stork           | R                       | 224                           | Vicente Rojas                 | R                             | 233                     | Edgar Cadena            | 33°                     |
| 216                     | Samuele Alari           | R                       | 225                           | Giulio Pellizzari             | 22°                           | 234                     | Alejandro Callejas      | R                       |
| 217                     | Hannes Wilksch          | R                       | 226                           | Domenico Pozzovivo            | 18°                           | 235                     | Bernardo Suaza          | R                       |
|                         |                         |                         | 227                           | Matteo Scalco                 | R                             | 236                     | José Ramón Muñiz        | R                       |
|                         |                         |                         | 237                           | Mauricio Zapata               | 53°                           |                         |                         |                         |